# The Foolish Age
The Foolish Age er en amerikansk stumfilm fra 1921 af William A. Seiter.

## Medvirkende
- Doris May som Margie Carr
- Hallam Cooley som Homer Dean Chadwick
- Otis Harlan
- Arthur Hoyt som Lester Hicks
- Lillian Worth som Flossy
- Bull Montana som Bubbs
- William Elmer som Cauliflower Jim
- W.C. Robinson som Todd